# 穆京祥
穆京祥（1959年—），汉族，中华人民共和国政治人物、第十一届全国政协委员。
担任中国电子工程设计院副总工程师、北京英科世源科技有限公司总经理。2008年，当选第十一届全国政协委员，代表无党派人士，分入第十五组。